# Диджей
Диджей (на английски: DJ) съкращение от диско жокей (на английски: disc jockey), е човек, който избира и пуска музика – най-често клубна, поп или диско, за пред публика. Другото наименование е дисководещ, което произлиза от водещ на музикална програма в дискотека.

## Видове диджеи

### Поп диджеи
За този вид музика от диджея не се очаква особена техника при пускането на музиката. Задачите на диджея се свеждат до това да усети настроението на публиката и да сменя отделните тракове без прекъсване.

### Диджей тим
При този начин на пускане на музиката двама, трима или по-рядко четирима диджеи се сменят и взаимно се подкрепят. През 1993 г. в България в зала „Христо Ботев“, София се провежда първият DMC шампионат, който е спечелен от отбора Tall, Fat & Small, съставен от диджеите Steven, Efi B и DJ Happy Fine.

### Диджеи на специални стилове
Диджеи, които пускат специфични стилове музика, има при техно, хаус, гоа, хип-хоп и др. стилове. При този вид диджеите са често и продуценти и композитори на музика и пускат собствени продукции. При миксирането на парчетата се използват най-често два грамофона с директно задвижване и миксер с кросфадер и многоканален еквалайзер. През последните години популярност придобиват дигитални системи за пускане на музика от MP3 файлове, като Rane Serato Sratch, Traktor Sratch и Final Scratch. При тези системи грамофоните деградират до обикновени джойстикове, които управляват позицията на музикалния файл, който се просвирва от компютърен софтуер. С появата на бързи компютри и многоканални саундкарти този начин вече почти по нищо не отстъпва на класическия начин на пускане от винилови плочи.
През 1979 г. на Каваците се провежда първият официален национален конкурс за дисководещи в България, който е спечелен от Никола Райчев.

### Радиодиджеи
Радиодиджеи пускат музика и паралелно модерират радиопредавания. Първи радио диджеи се появяват в Америка в началото на века, където добавят към говора по предаванията си и музика от грамофонни плочи от шеллак, през 1906 за първи път при коледни радиопредавания по Източното крайбрежие. За първи радиодиджей се смята Elman B. Meyers от Ню Йорк (1911), като първа звезда на новото изкуство Martin Block (около 1935). Легендарният диджей от ерата на рокендрола Alan Freed (около 1951) помага за бума на рокендрола. След появата на първите LP плочи винилите се превръщат в креативен инструмент не само за просвирване, но и за създаване на нова музика и диджеите се превръщат в мит на поп културата (виж: Джордж Лукас, American Graffiti, 1973). Много популярни диджеи са едновременно радиоводещи на собствени радиопредавания (Sven Väth, Paul van Dyk, Pete Tong и др.).